# Svenska Oljeslageriaktiebolaget

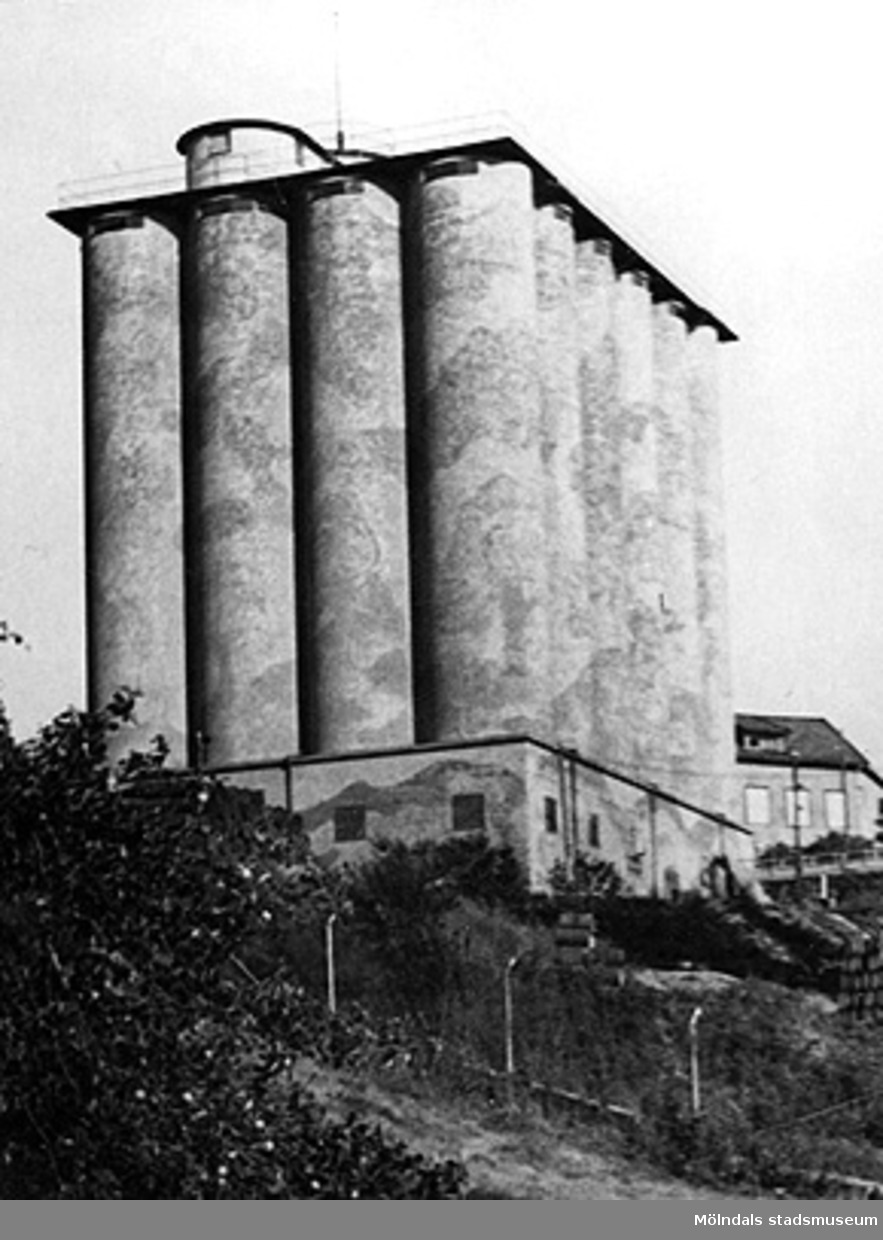
Svenska Oljeslageriaktiebolagets silo i Mölndal var kamouflagemålad under åren 1943-1946.

Svenska Oljeslageriaktiebolaget (SOAB), var ett kemiföretag etablerat 1916 genom en sammanslagning av M.E. Delbancos oljeslageri, AB Sommelii fabriker och Trollhättans olejeslageri AB med huvudkontor i Mölndal. Verksamheten lades ner år 2007.
Svenska Oljeslageriaktiebolaget tillverkade linolja av pressade linfrö, men övergick under andra världskriget till att tillverka produkter för färgindustrin, såsom alkydhartser och andra färgbindemedel.

## Historik

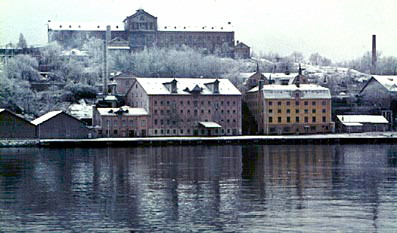
AB Sommelii fabriker i Nacka 1960-tal.

År 1827 startade Mendel Elias Delbanco ett oljeslageri i Mölndals Kvarnby med fem arbetare. Verksamheten expanderade och år 1832 hade Delbanco två fabriker och fjorton arbetare. År 1870 stod Delbancos oljeslageri för hälften av produktionen i Sverige och 1914 var det branschens största företag i landet. Utöver oljeslageriet tillverkade företaget även vaxduk och bedrev färgning under åren 1835–1850. Genom en kritkvarn gavs möjlighet att sälja färdig linoljefärg.
Läget vid Mölndals kvarnfall och närheten till den expanderande staden Göteborg, där efterfrågan på linolja och färg snabbt växte i mitten av 1800-talet, gav Delbancos oljeslageri konkurrensfördelar och utvecklingsmöjligheter. Råvaran importerades främst från Argentina, Ostindien och Ryssland. Företaget effektiviserade tillverkningsprocessen genom att ersätta de gamla maskinerna med hydrauliska pressar, vilket genom ett högre tryck gav mer pressad linolja.
Under åren 1890 till 1920 skedde i Sverige en industriell förnyelse och sammanslagningar av mindre enheter.
Genom första världskrigets utbrott upphörde importen av linfrö nästan helt och en allmän kristid uppstod. Därför kom Delbancos oljeslageri att år 1916 sammanslås med AB Sommelii Fabriker i Nacka genom uppköp av Wallenbergs Investor och Gamlestadens Asken. Därvid lämnade Delbancos arvingar företaget och huvudkontoret förlades till Mölndal. Även Trollhätte Oljeslageri AB ingick i förvärvet, vilket lades ner direkt. Importen av linfrö var dock förhindrad och verksamheten kunde återupptas i Mölndal först sedan den första skeppslasten ankom till Göteborg år 1918 och i Nacka först år 1919.
Under mellankrigstiden var konkurrensen hård och de båda fabrikerna moderniserades. Andra världskrigets utbrott innebar en ny risk för att råvarutillförseln skulle förhindras, varför ledningen försökte finna nya produktionsgrenar. Syftet var dels att garantera de anställda full sysselsättning, men också att kunna bidraga till att täcka landets behov av sådana råvaror, som det skulle vara svårt att importera under kriget.
De nya produkterna bestod av alkydhartser. För tillverkning av dessa krävdes ftalsyraanhydrid, vilket man började tillverka år 1942. År 1945 inleddes forskningsarbete på fenolhartser och karbamidhartser, vilket användes inom lackindustrin.
Företaget tog fram den omättade esterplasten, som var starkare än järn, men med endast en fjärdedel av järnets vikt, år 1954. Forskningen medförde att den tekniska personalen ökade från tre kemister år 1939 till 120 ingenjörer och laboratoriebiträden 1959. Under 1940- och 1950-talen skedde också en stor utbyggnad av lokalerna i Mölndal.

## Ägarbyten och nedläggning
Svenska Oljeslageriaktiebolaget genomgick sedan 1960-talet flera ägar- och namnbyten. Stockholmsfabriken lades ner en bit in på 1960-talet.
Modo förvärvade 1963 företaget av Wallenbergsfären. Det kom senare med Berol i Statsföretags ägo. År 1979 förvärvades det av AB Wilh. Becker, varvid Beckers flyttade större delen av sin produktion av alkydbindemedel från Lövholmen i Stockholm till Mölndal. Företagets namn ändrades då till Soab AB.
Beckers sålde 1997 Soab till amerikanska McWhorter, som drev verksamheten vidare via dotterbolaget McWhorter Technologies AB. McWhorter-koncernen såldes år 2000 till Eastman Chemical Company och året därefter bytte McWhorter Technologies AB namn till Eastman Chemical Sweden AB. År 2004 köptes det av Apollo Management och namnet ändrades till Resolution Specialty Materials Sweden AB. Året därefter bildades ett nytt bolag inom Apollogruppen och anläggningen i Mölndal fick namnet Hexion Specialty Chemicals Sweden AB.
I december 2006 beslöt den dåvarande ägaren Hexion Speciality Chemicals Inc att fabriken i Mölndal, som hade omkring 50 anställda, skulle läggas ner, vilket skedde våren 2007.